# Hôtel du Palais
L'hôtel du Palais est un hôtel de luxe situé sur la commune de Biarritz, dans le département français des Pyrénées-Atlantiques en région Nouvelle-Aquitaine. Ses façades et ses toitures sont inscrites au titre des monuments historiques par arrêté du 24 décembre 1993.

## Présentation
L'édifice est établi dans et autour de l'ancienne résidence impériale de Napoléon III et Eugénie de Montijo, construite en 1854-1855 dans le style Louis XIII en brique et pierre. Dénommée Villa Eugénie, elle garde ce nom jusqu'en 1881, date à laquelle elle est transformée en hôtel-casino sous le nom de Palais Biarritz. Il est repris en 1893 et prend alors le nom d'« Hôtel du Palais ». Incendié en février 1903, il est rebâti et augmenté sur les murs de l'ancienne villa par Édouard-Jean Niermans, qui en fait un hôtel de luxe. Il est classifié 5 étoiles en 2011 et obtient, en mai de cette même année, la distinction française de « palace » qui est renouvelée en 2016.

### Histoire

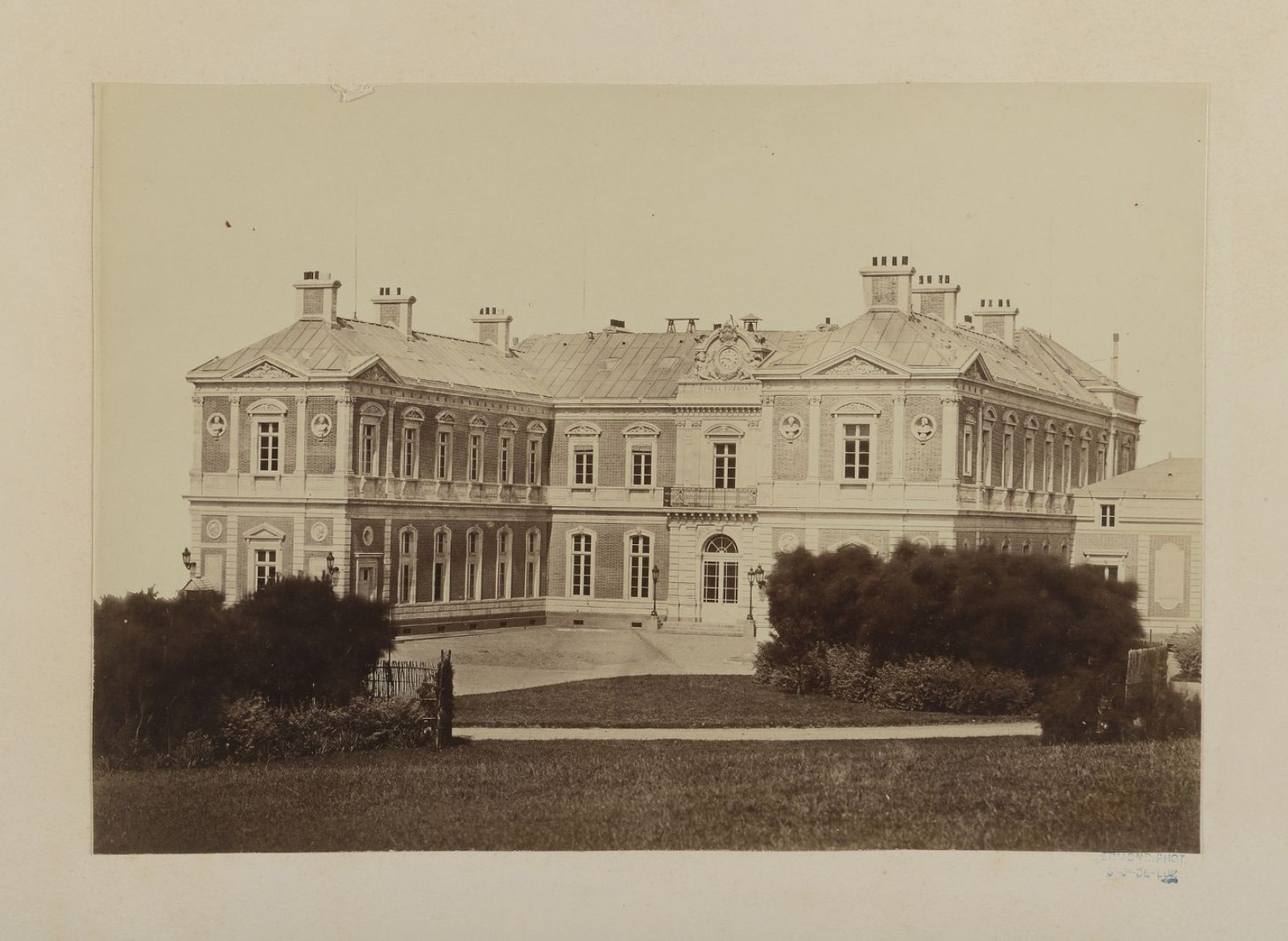
Photographie de la Villa Eugénie (1860-1870).

En juillet 1854, l'empereur décide de construire une résidence estivale à Biarritz pour satisfaire l'impératrice qui souhaitait se rapprocher de son Espagne natale. Il désigne Hippolyte Durand, architecte du département des Basses-Pyrénées, pour construire le bâtiment. Il en dresse les plans et la résidence est construite entre la fin 1854 et l'été 1855. Louis-Auguste Couvrechef, architecte de la couronne et du domaine impérial chargé du château de Pau, nommé inspecteur des travaux adjoint auprès de l'architecte au début du chantier, remplace finalement Hippolyte Durand à son poste en juin 1855. Ce remplacement est dû à l'incompétence de Durand qui peine à suivre le chantier. L'architecte Henri-Paul Nénot qualifia le bâtiment de « construction sans aucun intérêt artistique ». De 1856 à 1868, date du dernier séjour du couple impérial, il accueille alors des fêtes somptueuses réunissant le Gotha européen.
En 1859, Gabriel-Auguste Ancelet est nommé architecte des résidences de Pau et de Biarritz. Il fait construire une nouvelle aile.
Ancelet étant désigné architecte du palais de Compiègne en 1864, il est remplacé par Auguste Lafollye qui construit une vacherie, une bergerie et hausse le bâtiment d'un étage en 1867.
La villa devient propriété de l'impératrice à la mort de Napoléon III en 1873.
Eugénie la vend à la Banque de l'Union parisienne en 1881. Elle est d'abord transformée en hôtel-casino, le « palais Biarritz », puis en hôtel en 1893-1894 par l'architecte parisien et propriétaire du lieu Octave Raquin (1837-1897), auquel on doit la grande aile à pan coupé ensuite de la villa impériale.
C'est encore un lieu de rendez-vous de prestige qui reçoit des têtes couronnées, comme la reine Victoria, ou l'impératrice Élisabeth d'Autriche (cette dernière sous pseudonyme).

#### XXesiècle

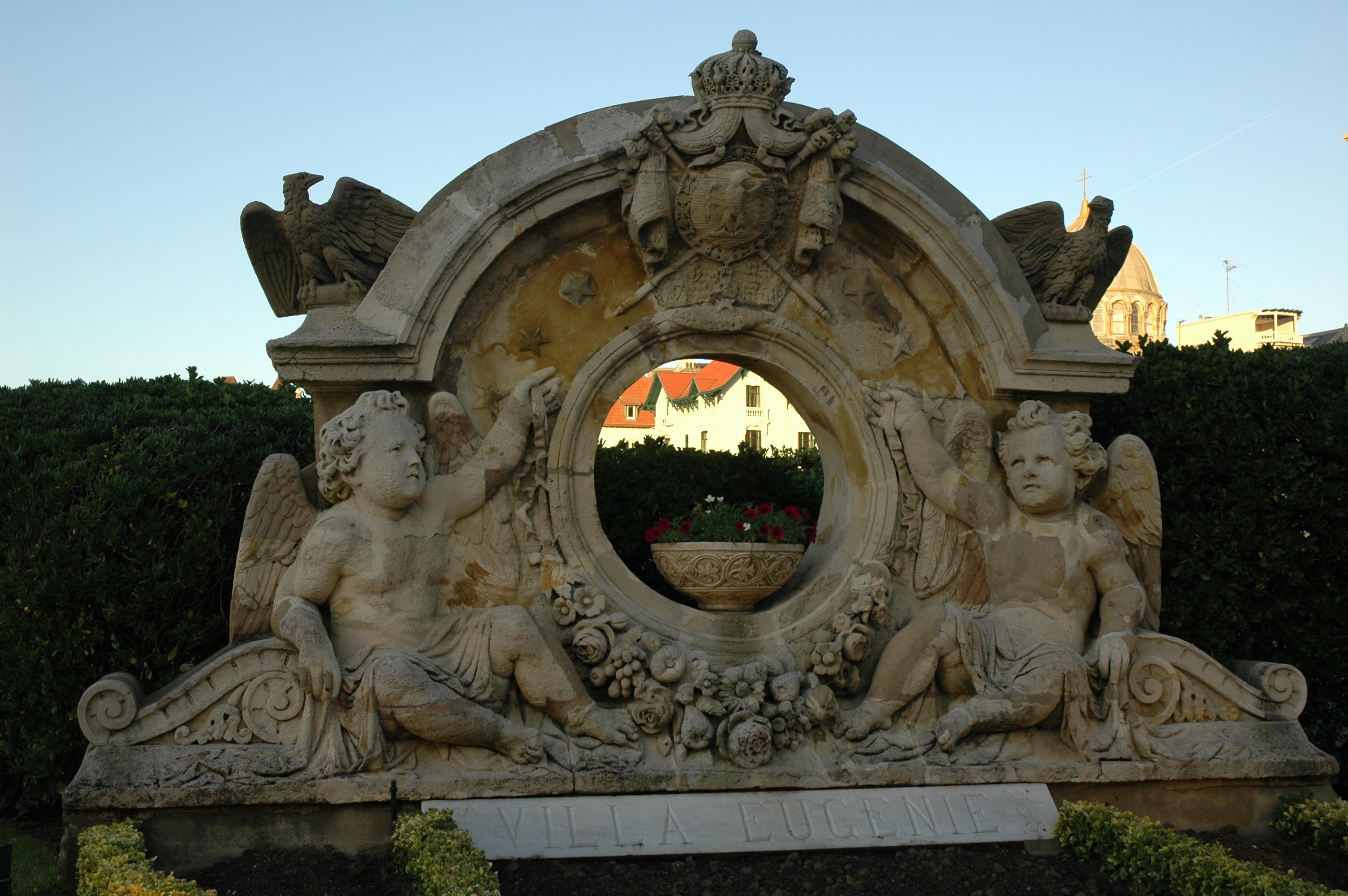
Vestige de la Villa Eugénie d'origine, à l'entrée du parc de l'hôtel du Palais.

Ravagé par un incendie le 1er février 1903, l'édifice est reconstruit de 1903 à 1905 et devient un hôtel de luxe de 120 chambres et 33 suites. En référence au prénom de l'impératrice, le plan général du bâtiment adopte la forme d'un E, mais ne conserve quasiment plus rien de la Villa Eugénie d'origine, la chapelle voisine étant l'unique vestige complet de la villégiature impériale à Biarritz.
L'architecte Édouard-Jean Niermans, auteur de cette reconstruction, opte pour des façades d'un style néo-Louis XIII, à l'instar des murs extérieurs de l'ancienne villa Eugénie.
L'édifice est pourtant très moderne, construit en béton armé avec un décor plaqué. Le décor intérieur, notamment de la salle de restaurant en rotonde, est conçu par Niermans ; les peintures murales, sur le thème de Jason et la Toison d'or, sont dues au peintre Paul Gervais.
En 1957 est inaugurée une piscine dite « californienne », remplie d'eau de mer à 21 ° C. Le chanteur américain Frank Sinatra est invité à l'évènement et l'hôtel lui attribue la cabaña no 1.
Respectivement en 1980 puis fin 1988, les films La Banquière de Francis Girod et Mes nuits sont plus belles que vos jours d'Andrzej Żuławski y ont été tournés.

#### XXIesiècle
En 2006, le film Hors de prix de Pierre Salvadori y est tourné.
En mai 2011, l'hôtel du Palais est l'un des huit premiers établissements français à bénéficier de la distinction « palace », décernée par un jury présidé par le ministre chargé du Tourisme. Il est le seul palace de la côte Atlantique de France métropolitaine.
Pour le cuisinier Alain Ducasse, qui s'y est marié, le restaurant principal de l'hôtel, la Rotonde, est « la plus belle salle à manger au monde ». Le chef étoilé Jean-Marie Gautier est en cuisine.
Sous la direction de Jean-Louis Leimbacher (qui a pris sa retraite en 2015, après avoir lancé bien des travaux depuis son arrivée du Martinez de Cannes), le domaine du Palais est doté d'un important ensemble spa d'environ 2900 m², indépendant, aménagé dans un grand bâtiment assorti à l'édifice principal, du côté opposé à la piscine en terrasse. La décoration du Spa - nommé[Par qui ?] « Meilleur Spa d'hôtel d'Europe en 2007 » - a été confiée en 2004 à l'architecte intérieur Philippe Belloir, ainsi que la rénovation en 2011 du restaurant La Rotonde, le bar et le salon Eugénie.
La municipalité biarrote, gestionnaire de l'établissement via une SEM, annonce en juin 2017 la rupture de « négociations exclusives » conduites pendant un an avec le groupe hôtelier canadien Four Seasons, en raison de désaccord quant aux investissements considérables nécessités par les travaux de rénovation et modernisation encore indispensables : d'autres groupes de renommée internationale peuvent entrer en jeu.
D'importants travaux de rénovation débutent entre octobre 2018 et juin 2019, période pendant laquelle l'hôtel est fermé, pour un coût estimé à près de 70 millions d'euros,.
Les 24 et 26 août 2019, le Palais accueille les chefs d'État réunis pour le sommet du G7.
L'établissement rouvre ses portes le 26 mars 2021 après des travaux de restauration. Il est la propriété de la ville de Biarritz (57 % des actions), du groupe JCDecaux (37 %) et de la Caisse des dépôts (2,74 %), tandis que la gestion est confiée au groupe Hyatt Hotels. Entre novembre 2021 et juin 2022, les derniers travaux sont programmés. Finalement, tous les travaux achevés, l'établissement rouvre ses portes le 3 juin 2022.
La romancière Marie-France Lecat écrit l'histoire des lieux en 2021 dans l'ouvrage Biarritz. Eugénie, l'impératrice architecte.
Le 8 avril 2024, le Guide Michelin a classé cet établissement en deux Clefs (catégorie un séjour exceptionnel : qualifiant Élégance traditionnelle et Calme), distinction nouvellement créée cette année-là.

### Caractéristiques
- Depuis sa rénovation en 2021 : 86 chambres et 56 suites dont les suites Édouard VII de 152 m2 et Alphonse XIII de 177 m2 avec vue sur l'océan Atlantique[11]
- 2 restaurants : la villa Eugénie et l'Hippocampe au bord de la piscine
- Le bar impérial et le bar de l'Hippocampe
- Spa impérial avec Guerlain : salle de fitness, piscine d'eau de mer, sauna, spa, institut du cheveu, golf

## Résultats financiers
La gestion de l'hôtel (bail emphytéotique de 75 ans) a été confiée par la Ville de Biarritz à la Socomix (société communale mixte pour l'exploitation de l'hôtel du palais) créée en 1962, où l'on retrouve notamment la Compagnie financière du Louvre. Le président en est le maire de Biarritz.
En mars 2017 le chiffre d'affaires annuel est de 21 586 300 €, le résultat net de 821 300 € et l'effectif de 183 personnes.

## Galerie

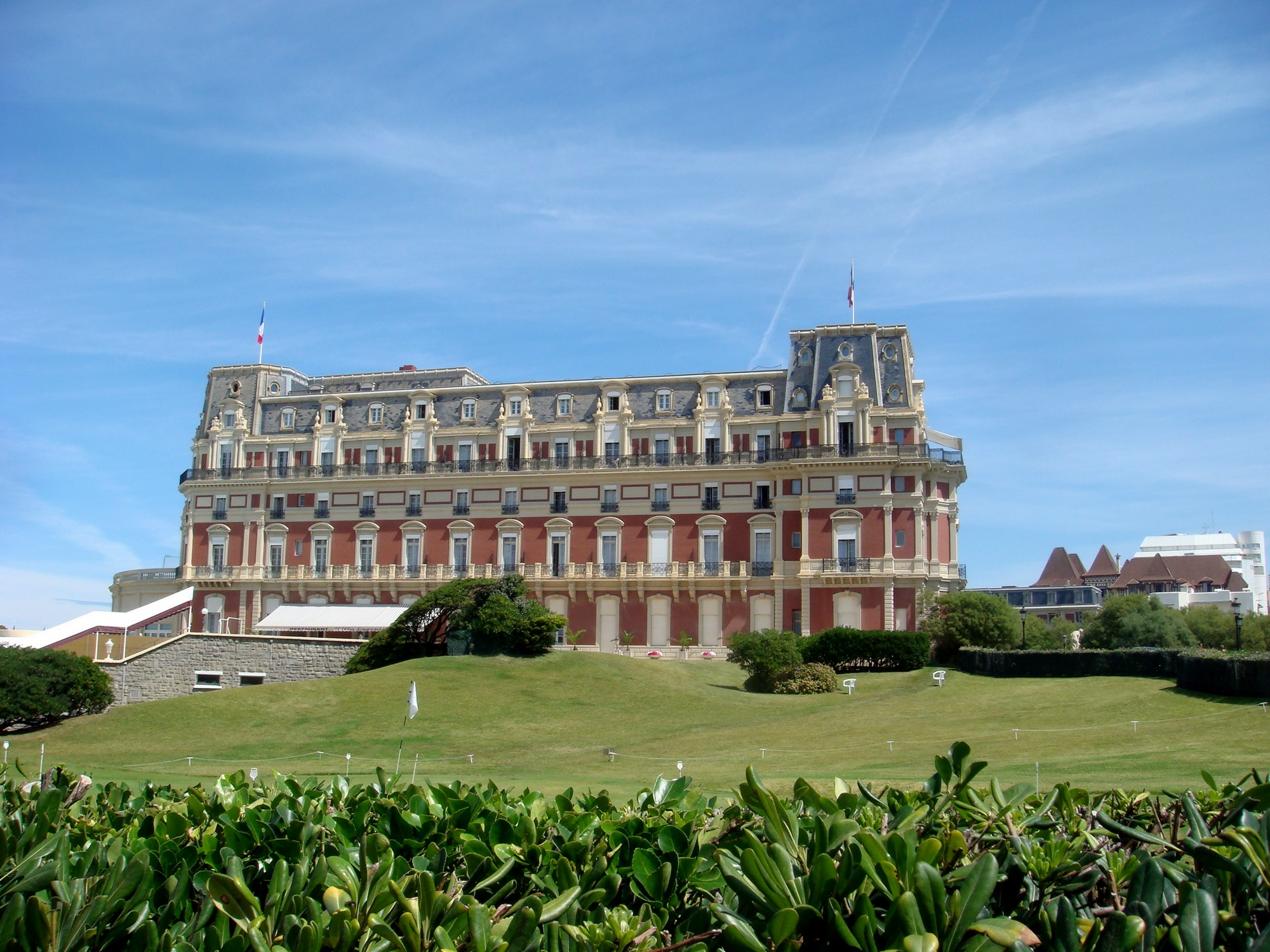
Hôtel du Palais vu depuis la ville, à l'approche du casino municipal. En bas à gauche, entrée de la piscine.
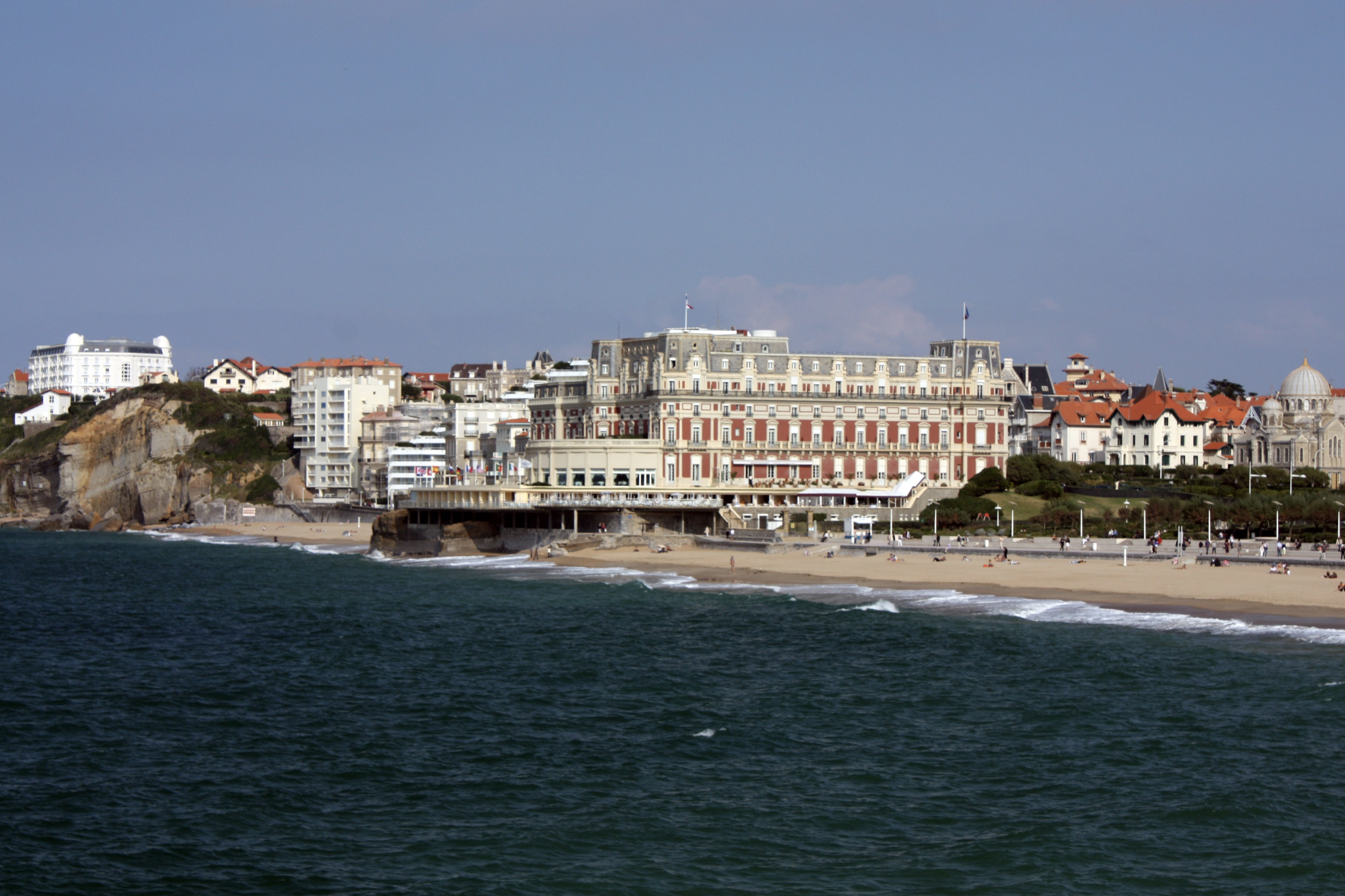
Hôtel du Palais vu du belvédère accessible par le bd du Général-de-Gaulle.
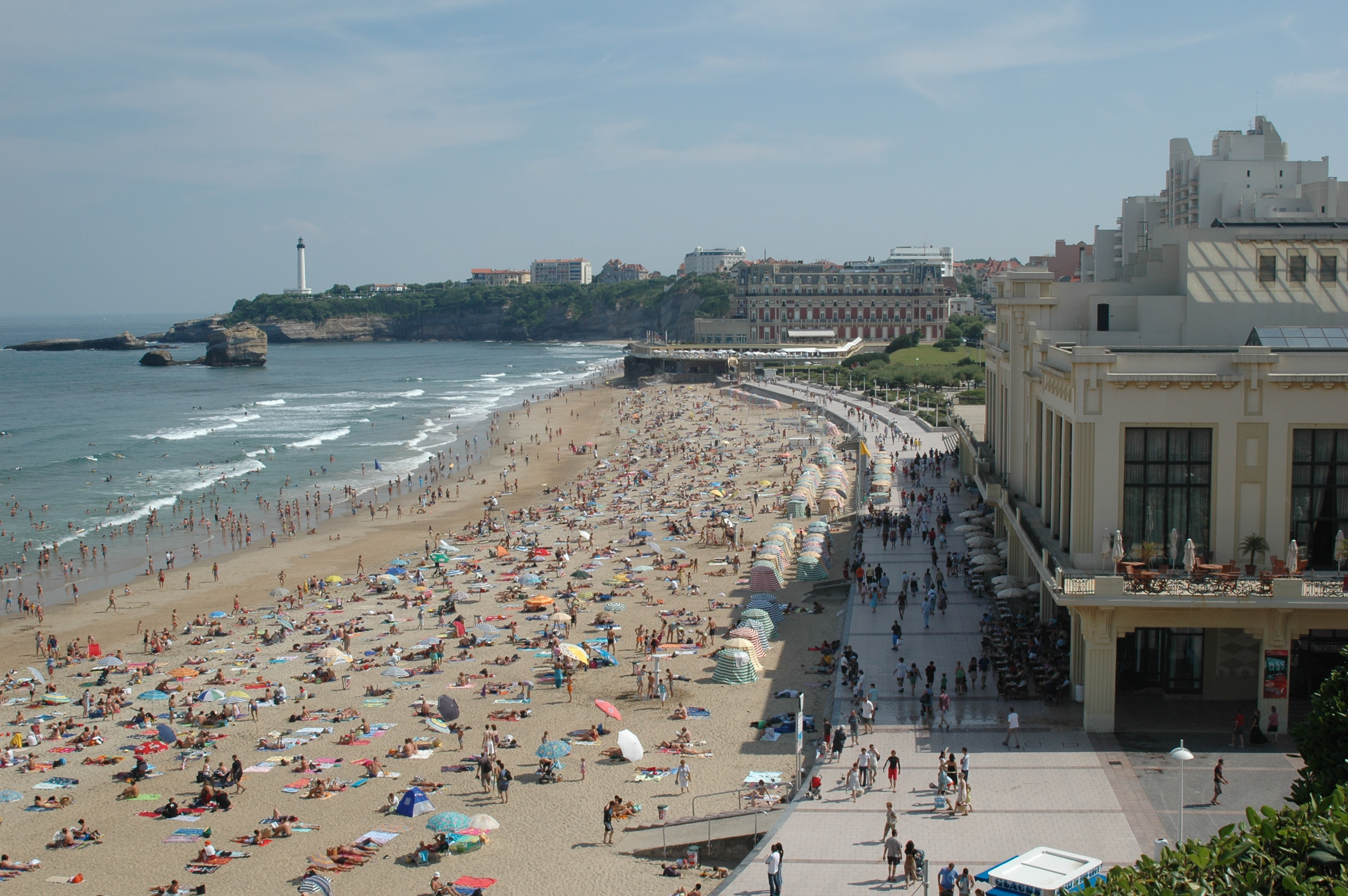
Hôtel du Palais, au fond. Grande plage et casino municipal au premier plan.
Logo.